# Озёрное (Харьковская область)
Озёрное (укр. Озерне) — село в Ольховатской сельской общине Купянского района Харьковской области Украины.
Код КОАТУУ — 6321484513. Население по переписи 2001 г. составляет 20 (13/7 м/ж) человек.

## Географическое положение
Село Озёрное находится в 4-х км от границы с Россией, на расстоянии в 2 км от сёл Рубленое, Широкое и Березники.
На территории села и рядом с ним много родников и пересыхающих ручьев.

## История
- 1746 — год основания.
- До 17 июля 2020 года село входило в Рубленский сельский совет, Великобурлукский район, Харьковская область.

## Экономика
- В селе при СССР была свинотоварная ферма.